# Belgisch strandvoetbalteam (mannen)
Het Belgisch strandvoetbalteam voor mannen is een team van Belgische strandvoetballers dat België vertegenwoordigt in internationale wedstrijden. Het team heeft tot op heden één keer deelgenomen aan het wereldkampioenschap strandvoetbal: in 2004 strandde België in de eerste ronde.

## Geschiedenis

### Belgische geschiedenis
In 2002 werd Beach Soccer in België geboren onder leiding van Frédéric Wasseige en een evenementenbedrijf in Luik. Een nationaal gebouwd rond de oude glorie van de ronde bal (Georges Grun, Daniel Kimoni, Luc Nilis, Rubenilson, Wamberto), evenals spelers die werden ontdekt dankzij de talrijke toernooien die in de provincie Luik werden georganiseerd.
In 2002 werd in Knokke een continentaal toernooi georganiseerd en in 2003 het eerste Europees kampioenschap indoor in Luik. Deze ploeg bleef de Europese rangen beklimmen en integreerde nieuwe spelers uit verschillende provinciale en nationale voetbalregio's.
Na het begin van de Belgische selectie raakte een groep vrienden rond Jérémy Chojnowski en Fabian Beauclercq gepassioneerd door deze activiteit, om aan de behoefte aan training te voldoen, besloten ze om in de zomer van 2004 een toernooi te organiseren in Clabecq. Zonder echte ambitie , maar met de vaste intentie om de waarden van deze sport te respecteren: een combinatie van feestelijk, eerlijk spel en vriendschappelijke competitie, begonnen ze aan de organisatie ervan. 16 teams schrijven zich in minder dan een week in en dit eerste evenement is een groot succes. Bewust van wat ze wisten op te zetten, vormden deze vriendengroep vervolgens een VZW en organiseerden ze tot 2007 een onofficieel Belgisch kampioenschap.
In 2008 verandert er iets aan de opzet van deze competitie, de discipline evolueert voortdurend; om te blijven groeien was het noodzakelijk om de werkzaamheden op nationaal niveau te harmoniseren. België moet zich onderwerpen aan deze door de FIFA geïnitieerde regel en de discipline en het kampioenschap, dat nu officieel is, overlaten aan de KBVB, die een privébedrijf delegeert voor de organisatie van deze laatste.
Gedurende 6 seizoenen zorgde dit bedrijf voor het opzetten van dit kampioenschap en het uitbesteden van logistiek, planning en sportadministratie aan de vzw opgericht door de vriendengroep.
In maart 2017 namen Jérémy Chojnowski en Thierry Alken de teugels van de discipline over. Beide managers van hun respectievelijke teams, deze twee pioniers van Beach Soccer in België gaan de uitdaging aan en proberen de discipline niet zonder moeite te harmoniseren.
In 2018 werd de vzw “Belgian Beach Soccer Association (BBSA)” opgericht, een sportcomité volgde en de ontwikkeling van Belgian Beach Soccer kwam weer op gang.
Vandaag wordt in Knokke-Heist een Belgisch kampioenschap “Jeugd” van U14 tot U19, Dames en Heren, georganiseerd met slotetappes.

### Wereld geschiedenis
Beachvoetbal wordt als amateur al vele jaren over de hele wereld en in verschillende vormen gespeeld. Maar het was in 1992 dat de wetten van het spel werden vastgesteld en een pilot-evenement werd georganiseerd in Los Angeles (Verenigde Staten). De volgende zomer werd de eerste professionele strandvoetbalcompetitie gehouden in Miami Beach (Florida), met teams uit de Verenigde Staten, Brazilië, Argentinië en Italië.
De deelname van internationaal bekende spelers zoals Eric Cantona, legendarische Spaanse doelpuntenmakers Michel en Julio Salinas en Braziliaanse sambasterren als Romário, Junior en Zico helpt om de televisiedekking uit te breiden naar een groot publiek in meer dan 170 landen over de hele wereld, waardoor Beach Voetbal is een van de snelst groeiende professionele sporten ter wereld en transformeert het in een belangrijke showcase voor internationale zakelijke kansen.
In april 1994 werd het eerste toernooi dat op televisie werd uitgezonden, gespeeld op het strand van Copacabana, in Rio de Janeiro. Een jaar later organiseert de BSWW een jaarlijks wereldkampioenschap dat op dezelfde locatie plaatsvindt. Thuis wordt Brazilië de eerste wereldkampioen. Het succes van het toernooi wekte zoveel internationale belangstelling dat het leidde tot de oprichting van de Pro Beach Soccer Tour in 19961.
De eerste Pro Beach Soccer Tour telt in totaal 60 wedstrijden in twee jaar tijd in Zuid-Amerika, Europa, Azië en de Verenigde Staten, en trekt grote namen aan op en naast het veld. De belangstelling die door deze Europese tour wordt gegenereerd, dringt aan op de oprichting van een European League, de European Pro Beach Soccer League, die een solide infrastructuur biedt en helpt bij het professionaliseren van alle aspecten van de sport. De EPBSL, omgedoopt tot de Euro Beach Soccer League, brengt alle promotors van het continent samen en voldoet aan de vraag van de media, sponsors en fans. Slechts vier jaar na de oprichting wordt de eerste stap gezet in de richting van de oprichting van een wereldwijde structuur voor Pro Beach Soccer1.
De Euro Beach Soccer League blijft groeien, aangemoedigd door een spannend seizoen 2000 waarin alles wordt beslist in de laatste wedstrijd van het eindtoernooi, waarin de overwinning van Spanje op Portugal wordt gevierd aan het einde van een intense ontmoeting. De volgende vier jaar zorgden ervoor dat deze sport voet aan de grond kreeg dankzij nieuwe ontwikkelingen op en naast het veld, waarbij de Euro BS League de vlaggenschipcompetitie van Pro Beach Soccer in de wereld werd. In 2004 waren 17 landen aanwezig en 20 in 2005.

### Aan de slag met FIFA (sinds 2005)
Eind 2004 kwam strandvoetbal onder auspiciën van de International Federation of Association Football, die enerzijds samen met BSWW de krachten bundelde om FIFA Beach Soccer SL (FBSSL) op te richten, een nieuwe dochteronderneming die eveneens in Barcelona is gevestigd en zich uitsluitend toelegt op tot de jaarlijkse organisatie van de FIFA Beach Soccer World Cup vanaf 2005, en anderzijds om deze discipline over de hele wereld te ontwikkelen. FIFA-voorzitter Sepp Blatter wijst er vervolgens op:
“Beachvoetbal is een buitengewoon interessant en spannend alternatief voor traditioneel voetbal. De populariteit en het technische karakter van deze discipline die tien jaar geleden werd gecreëerd, zijn blijven ontwikkelen. Het is dan ook heel logisch dat FIFA, het overkoepelende orgaan van het wereldvoetbal, zich openstelt voor strandvoetbal en we staan te popelen om onze knowhow en onze expertise in te zetten om deze discipline te verbeteren zonder te veel te vergeten om het gevoel van spontaniteit en de plezier van het spel, twee essentiële waarden in de sport. ".
In mei 2005 vond op hetzelfde strand van Copacabana de eerste FIFA World Cup plaats. Tot ieders verbazing wonnen de Fransen van de Portugezen, terwijl de Braziliaanse aartsfavorieten in de halve finale vielen. Maar de valkuil werd het volgende jaar gerepareerd voor de eerste editie die 16 landen verwelkomde.
Met de organisatie van de Olympische Zomerspelen 2016 in Rio de Janeiro wil Sepp Blatter van strandvoetbal een kandidaat maken voor het nieuwste lid van de Olympische sportfamilie.